# سرخرگ‌چه آوران
سرخرگ‌چه آوران یا شریان‌چه آوران (به انگلیسی: Afferent arterioles) گروهی از رگها درون کلیه هستند که خون را به نفرون در سیستم ادراری می‌رسانند. این رگ‌ها نقش مهمی را در تنظیم فشار خون به عنوان بخشی از مکانیزم بازخورد توبولوگلومرولار بازی می‌کنند.
آوران شاخه‌ای از شریان کلیوی است که خون را به کلیه می‌رساند و سپس به مویرگ‌های گلومرول تقسیم شده و پس از انجام فیلتراسیون و خروج از گلومرول٬ دوباره به یک شریان‌چه تبدیل شده و رگ وابران را می‌سازد.

## روند تنظیمی
هنگامی که جریان خون کلیه کاهش می یابد (که نشان دهنده کاهش فشار خون است) یا کاهش در غلظت یون سدیم و کلر وجود داشته‌باشد٬ ماکولا دنسا در توبول ابتدایی
شروع به رهاسازی پروستاگلاندین کرده که بدنبال آن باعث می‌شود که سلول‌های جوکستاگلومرولار پوشانندهٔ شریانچه‌آوران با آزاد کردن رنین، سیستم رنین-آنژیوتانسین (همراه آلدوسترون) فعال شود و پی‌آمد آن نیز افزایش فشار خون و افزایش در احتباس یون‌های سدیم توسط آلدوسترون صورت پذیرد.
سلول‌های ماکولا دنسا همچنین می توانند  با افزایش سنتز و ساخت دی‌نیتروژن‌منواکسید یا کاهش در سنتز آدنوزین یا آ.تی‌.پی فشارخون در شریانچه آوران را افزایش دهند.
البته این نکته حایز اهمیت است که فشار خون بالا در کلیه سبب کاهش کسر تصفیه شده وبا این اتفاق نیروی فشار اسمزی کولییدی از فشار هیدروستاتیک گلورول افزایش یافته
و سبب کاهش GFR (تراوش) می شود.

## نگارخانه